# Чемпионат Швеции по шоссейному велоспорту

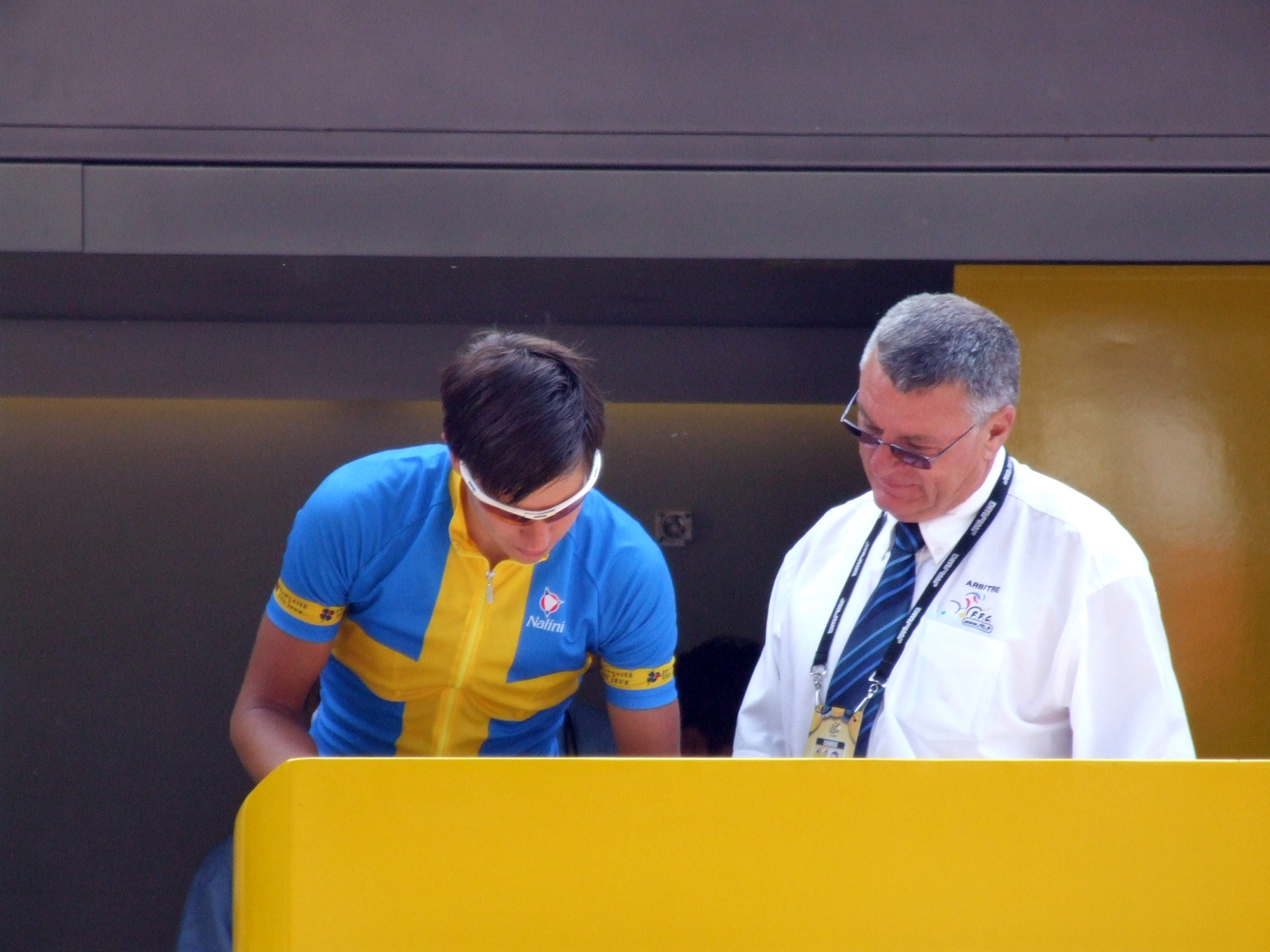
Томас Лёфквист в майке чемпиона Швеции на Тур де Франс 2006

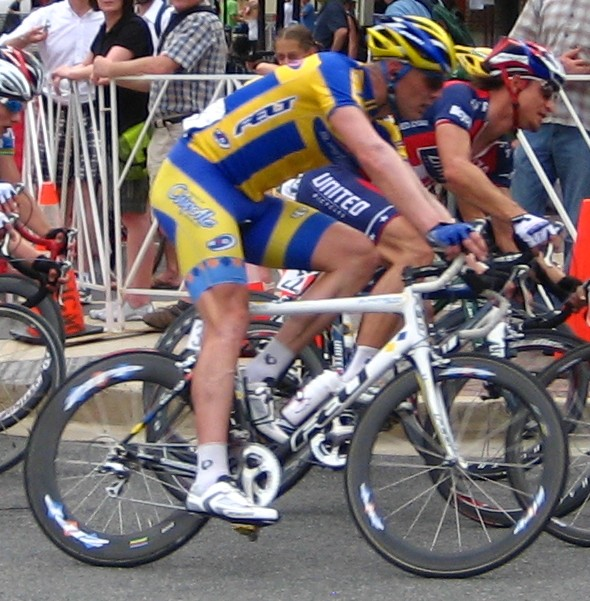
Бяcкстедт, Магнус, чемпион Швеции 2007

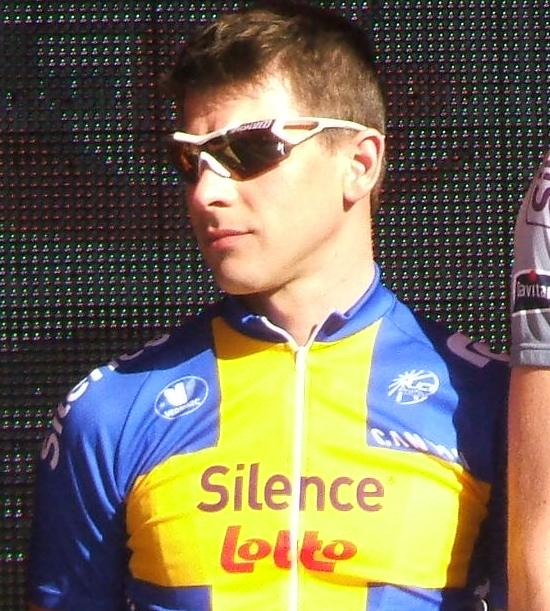
Юнгблад, Юнас в чемпионской майке, которую он завоевал в 2008 году

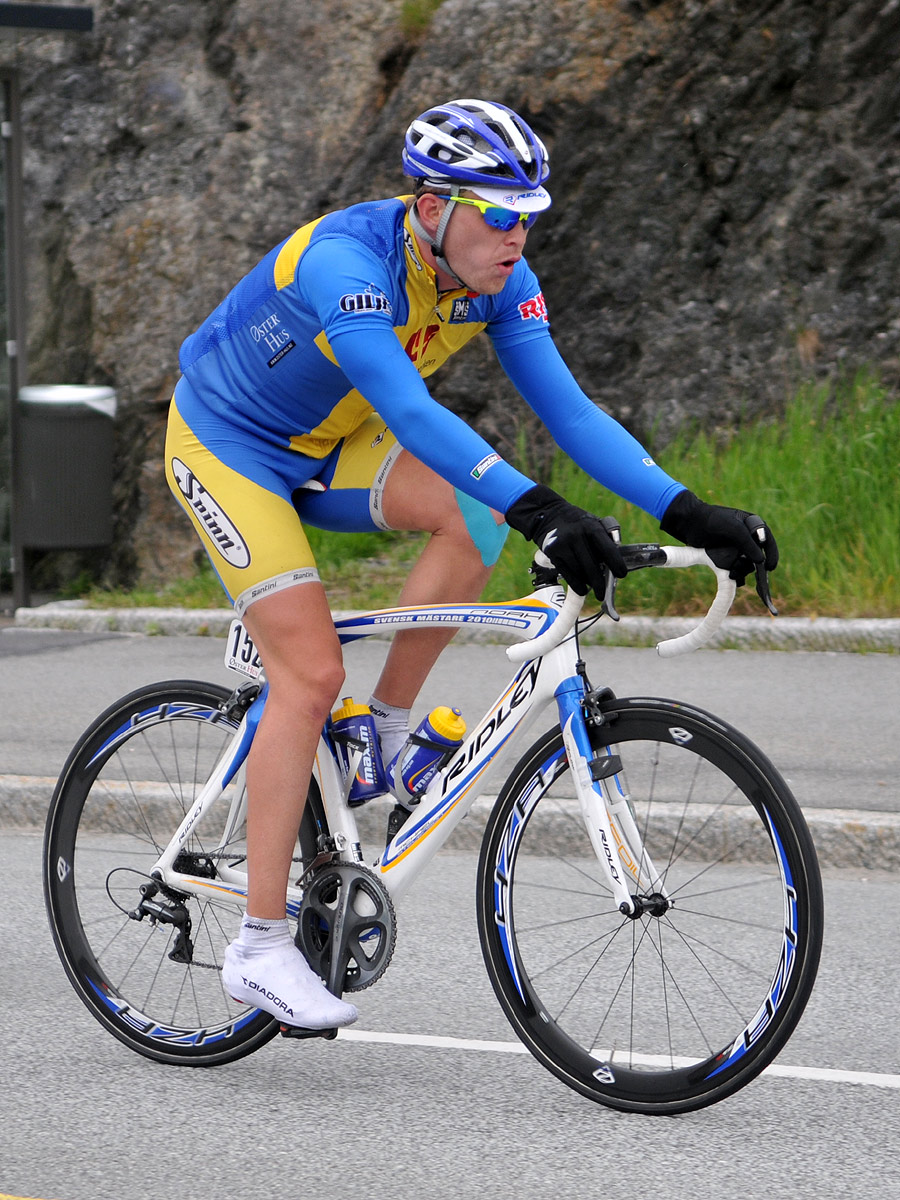
Стивенсон, Микаэль, чемпион Швеции 2009 года

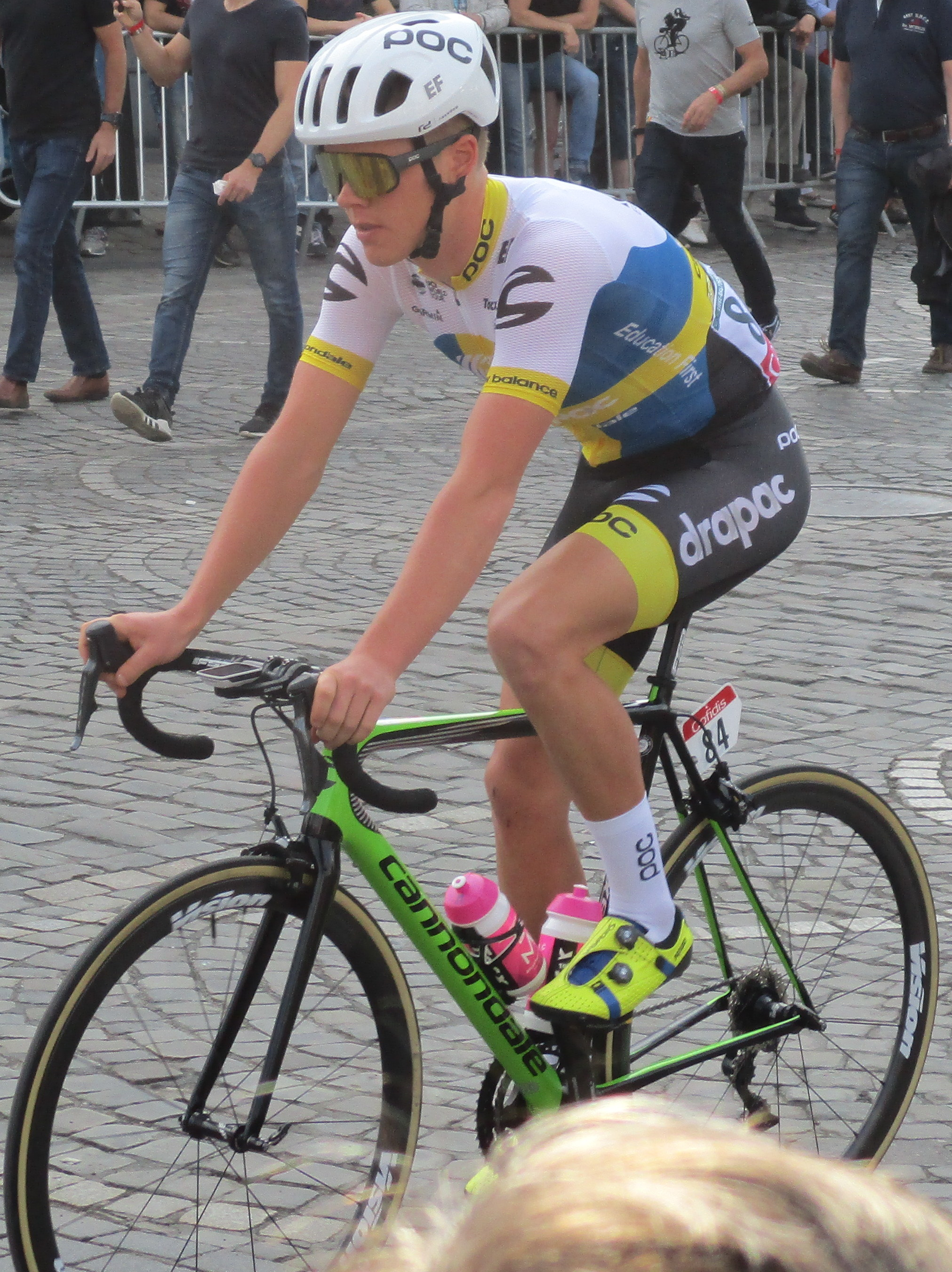
Ким Магнуссон, чемпион 2017 года

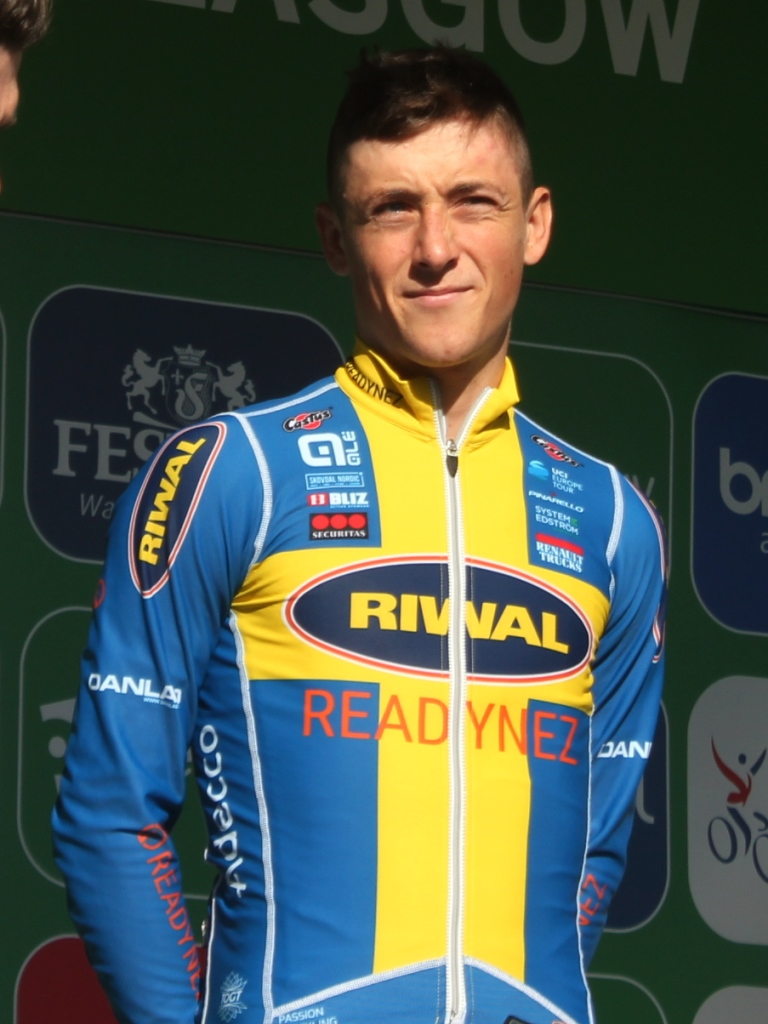
Эрикссон, Лукас, чемпион 2019 года

Чемпионат Швеции по шоссейному велоспорту — ежегодное соревнование, национальный чемпионат Швеции по шоссейному велоспорту, который проводится под эгидой шведской федерации велоспорта (швед. Svenska Cykelförbundet). За победу в дисциплинах присуждается майка в цветах национального флага (на илл.).
Основные соревнования на чемпионате Швеции по шоссейному велоспорту проводятся в двух дисциплинах — групповой и индивидуальной гонки с раздельным стартом, в мужском и женском зачётах соответственно. Также проводятся групповые и индивидуальные гонки юниоров и командные соревнования.

## История
Первый чемпионат состоялся в 1909 году (в тот год определялся победитель в раздельном старте на 10 и 100 км). Турнир проводился ежегодно за исключением 1914 года (чемпионат 1914 года не проводился).
До 1930-х годов основную программу составляли индивидуальные гонки с раздельным стартом на 10 и 100 км и престижная классика Меларен рунт (гонка вокруг озера Меларен).
В 1930 году впервые в рамках чемпионата состоялась групповая шоссейная гонка на 100 км.
В 1934 году дистанции раздельного старта были увеличены до 50 км и 150 км. До 1945 года «Меларен рунт» оставался отдельной дисциплиной чемпионата, но с 1946 года он был отменён и заменён групповой гонкой на 250 км («длинная дистанция»). Таким образом, в 1946—1954 годах национальные титулы разыгрывались отдельно на дистанциях 150 км и 250 км. В 1955 году эти два длинных заезда объединили в одну гонку на 180 км.
Начиная с 1971 года в программу чемпионата введены женские соревнования: сначала в групповой гонке (победительницей первого женского чемпионата стала Улла Нильссон на 60 км), а также гонки с раздельным стартом (первая победительница — Элизабет Хёглунд). С тех пор существуют отдельные зачёты среди женщин во всех дисциплинах. В современных чемпионатах разыгрываются титулы в следующих основных классах: элита мужчин, элита женщин, юниоры (мужчины/женщины), а у мужчин также молодёжь (до 23 лет). Кроме того, в разные годы проводились командные клубные соревнования (например, командная гонка с раздельным стартом 50 км в 1930—1940-х годах).
В 1987 и 1988 годах проводился совместный чемпионат с Норвегией и Данией.
В 2023 году групповая гонка была отменена за два дня до старта из-за отзыва разрешения Шведским транспортным агентством. Причиной стали жалобы местных жителей на перекрытие дорог и недостаточную информированность. Это событие вызвало значительный резонанс, так как организаторы, включая Велоклуб Уппсалы, вложили значительные ресурсы в подготовку. Председатель клуба, Горан Маттссон, назвал это «огромным скандалом».

## Организация и современное состояние
Чемпионат организует шведская федерация велоспорта (швед. Svenska Cykelförbundet). Мероприятия традиционно проводятся в летний период (обычно в июне) в разных регионах Швеции, постоянного фиксированного места проведения чемпионата нет. В современном календаре чемпионат проходит как отдельные однодневные гонки: индивидуальная гонка с раздельным стартом и групповая шоссейная гонка для каждой категории спортсменов. Результаты чемпионата заносятся в официальный реестр «по списку всех чемпионов Швеции» и учитываются в национальной турнирной системе. Победителю чемпионата Швеции вручается особая майка в национальных цветах (сине-жёлтая) в виде флага Швеции. По правилам федерации, эту майку чемпион имеет право носить на соревнованиях по шоссейному велоспорту до следующего национального чемпионата.
Современный чемпионат включает следующие основные дисциплины:
- Групповая гонка: соревнование, в котором участники стартуют одновременно, и победителем становится первый, пересекший финишную черту. Дистанция для взрослых обычно составляет около 180 км для мужчин и 120—140 км для женщин.
- Индивидуальная гонка с раздельным стартом: участники стартуют по одному с интервалом, соревнуясь по времени. Дистанции варьируются, но для взрослых они обычно составляют 30-50 км.
- Юниорские соревнования: проводятся в тех же дисциплинах для категорий до 19 лет (U19) и до 23 лет (U23).
- Командные соревнования: включают командные гонки, где результат зависит от совместной работы членов команды.

Помимо основной программы (элитные и юниорские гонки), чемпионат включает также групповую гонку на короткой дистанции (КМ-главлайн, аналог короткой дистанции) и с 2010-х годов гонки в дисциплине «гравий» в рамках национальных соревнований, что отражено в правилах федерации. Кроме этого, чемпионат иногда включает дополнительные дисциплины, такие как короткие дистанции (например, в рамках SM-veckan в Линчёпинге) и соревнования по пара-велоспорту. В 2024 году Федерация велоспорта Швеции также организовала чемпионат по кибервелоспорту, который стал первым цифровым видом спорта, включённым в программу шведских чемпионатов. Современные чемпионаты также включают трансляции по телевидению и в интернете, что повышает их популярность.
Соревнования часто организуются местными велоклубами, такими как Upsala CK, который был назначен организатором чемпионатов 2025 и 2026 годов. В 2025 году соревнования были запланированы на 25 июня — 1 июля, с новым форматом трассы за пределами Уппсалы и возвращением к 50-километровой дистанции для индивидуальной гонки среди элиты.

## Призёры
Примечание: Данные указаны начиная с 2010 года.

### Групповая гонка

#### Мужчины
| Победы | Гонщик          | Года                   |
| ------ | --------------- | ---------------------- |
| 4      | Лукас Эрикссон  | 2018, 2019, 2022, 2023 |
| 4      | Ове Адамссон    | 1959, 1960, 1961, 1962 |
| 4      | Харри Снелл     | 1943, 1944, 1948, 1950 |
| 4      | Юпп Рипфель     | 1965, 1966, 1970, 1971 |
| 3      | Маркус Юнгквист | 1996, 2001, 2009       |
| 3      | Ингвар Эрикссон | 1936, 1939, 1940       |
| 2      | Ким Магнуссон   | 2017, 2020             |
| 2      | Курт Сёдерлунд  | 1968, 1973             |
| 2      | Микаэль Олссон  | 2013, 2014             |
| 2      | Свен Юханссон   | 1938, 1941             |
| 2      | Стиг Мортенссон | 1951, 1952             |
| 2      | Штефан Адамссон | 2000, 2002             |
| 2      | Юнас Юнгблад    | 2005, 2008             |
| 2      | Андерс Эклунд   | 1990, 1992             |
| 2      | Берндт Карлссон | 1930, 1934             |
| 2      | Томас Эрикссон  | 1978, 1981             |

| Год  | Победитель               | Второй                | Третий                 |
| ---- | ------------------------ | --------------------- | ---------------------- |
| 2010 | Микаэль Стивенсон        | Густав Ларссон        | Микаэль Олссон         |
| 2011 | Philip Lindau            | Alexander Gingsjö     | Маркус Юханссон        |
| 2012 | Кристофер Стивенсон      | Ларс Андерссон        | Фредрик Кессьякофф     |
| 2013 | Микаэль Олссон           | Petter Persson        | Хокан Нильссон         |
| 2014 | Микаэль Олссон           | Александр Веттерхалль | Marcus Fåglum Karlsson |
| 2015 | Alexander Gingsjö        | Ричард Ларсен         | Тобиас Людвигссон      |
| 2016 | Ричард Ларсен            | Niklas Gustavsson     | Людвиг Бенгтссон       |
| 2017 | Ким Магнуссон            | Ричард Ларсен         | Александр Веттерхалль  |
| 2018 | Лукас Эрикссон           | Тобиас Людвигссон     | Густав Хёг             |
| 2019 | Лукас Эрикссон           | Тобиас Людвигссон     | Erik Bergström Frisk   |
| 2020 | Ким Магнуссон            | Якоб Эрикссон         | Лукас Эрикссон         |
| 2021 | Victor Hillerström Rundh | Ричард Ларсен         | Лукас Эрикссон         |
| 2022 | Лукас Эрикссон           | Тобиас Людвигссон     | Якоб Эрикссон          |
| 2023 | Лукас Эрикссон           | Hugo Forssell         | Edvin Lovidius         |
| 2024 | Якоб Эрикссон            | Joel Rydergren        | Gabriel Sandör         |
| 2025 | Hugo Forssell            | Лукас Эрикссон        | Ville Merlöv           |

#### Женщины
| Победы | Гонщик            | Года                                           |
| ------ | ----------------- | ---------------------------------------------- |
| 8      | Сюзанн Юнгског    | 1994, 1996, 1997, 1998, 2003, 2004, 2005, 2006 |
| 6      | Эмма Юханссон     | 2010, 2011, 2012, 2014, 2015, 2016             |
| 4      | Марианна Берглунд | 1979, 1984, 1987, 1991                         |
| 4      | Эмилия Фахлин     | 2008, 2013, 2018, 2023                         |
| 3      | Мадлен Линдберг   | 1999, 2000, 2001                               |
| 3      | Тууликки Яре      | 1973, 1976, 1977                               |
| 2      | Кристина Восвельд | 1992, 1993                                     |
| 2      | Кристина Ранудд   | 1978, 1983                                     |
| 2      | Мари Хёльер       | 1988, 1989                                     |
| 2      | Паула Вестер      | 1985, 1986                                     |
| 2      | Мария Йонссон     | 1981, 1982                                     |
| 2      | Мика Сёдерстрём   | 2024, 2025                                     |

| Год  | Победитель      | Второй            | Третий             |
| ---- | --------------- | ----------------- | ------------------ |
| 2010 | Эмма Юханссон   | Мари Линдберг     | Сара Мустонен      |
| 2011 | Эмма Юханссон   | Дженни Стенерхаг  | Эмилия Фахлин      |
| 2012 | Эмма Юханссон   | Эмилия Фахлин     | Изабелла Сёдерберг |
| 2013 | Эмилия Фахлин   | Эмма Юханссон     | Jessica Kihlbom    |
| 2014 | Эмма Юханссон   | Malin Rydlund     | Сара Мустонен      |
| 2015 | Эмма Юханссон   | Сара Мустонен     | Анна Нильссон      |
| 2016 | Эмма Юханссон   | Сара Мустонен     | Эмилия Фахлин      |
| 2017 | Sara Penton     | Ида Эрнгрен       | Анна Нильссон      |
| 2018 | Эмилия Фахлин   | Лиза Норден       | Sara Penton        |
| 2019 | Лиза Норден     | Анна Нильссон     | Натали Эклунд      |
| 2020 | Натали Эклунд   | Эмилия Фахлин     | Matilda Frantzich  |
| 2021 | Carin Winell    | Hanna Johansson   | Alexandra Nessmar  |
| 2022 | Йенни Риссведс  | Эмилия Фахлин     | Юлия Боргстрём     |
| 2023 | Эмилия Фахлин   | Clara Lundmark    | Юлия Боргстрём     |
| 2024 | Mika Söderström | Matilda Frantzich | Clara Lundmark     |
| 2025 | Mika Söderström | Эмилия Фахлин     | Clara Lundmark     |

### Индивидуальная гонка

#### Мужчины
| Победы | Гонщик                | Года                                     |
| ------ | --------------------- | ---------------------------------------- |
| 7      | Густав Ларссон        | 2006, 2007, 2010, 2011, 2012, 2013, 2015 |
| 7      | Майкл Андерссон       | 1992, 1993, 1996, 1997, 1998, 1999, 2000 |
| 6      | Йёста Петтерссон      | 1962, 1963, 1964, 1966, 1967, 1969       |
| 5      | Бенгт Асплунд         | 1978, 1980, 1981, 1982, 1984             |
| 5      | Свен Юханссон         | 1937, 1938, 1941, 1947, 1950             |
| 4      | Аксель Перссон        | 1911, 1912, 1913, 1919                   |
| 4      | Торд Филипссон        | 1974, 1975, 1976, 1977                   |
| 4      | Артур Бьюберг         | 1921, 1922, 1923, 1925                   |
| 4      | Герберт Дальбом       | 1956, 1957, 1958, 1960                   |
| 3      | Оке Сейфарт           | 1939, 1940, 1943                         |
| 3      | Тобиас Людвигссон     | 2017, 2018, 2019                         |
| 3      | Якоб Альссон          | 2020, 2022, 2023                         |
| 3      | Стен Андерссон        | 1971, 1972, 1973                         |
| 3      | Свен Тор              | 1930, 1931, 1932                         |
| 2      | Александр Веттерхалль | 2009, 2016                               |
| 2      | Гарри Стенквист       | 1915, 1920                               |
| 2      | Ларс Вальквист        | 1990, 1991                               |
| 2      | Лассе Нордваль        | 1954, 1955                               |
| 2      | Стиг Мортенссон       | 1951, 1952                               |
| 2      | Юнас Ульссон          | 2001, 2002                               |
| 2      | Якоб Содерквист       | 2024, 2025                               |
| 2      | Ян Карлссон           | 1988, 1989                               |
| 2      | Арвид Адамссон        | 1942, 1948                               |
| 2      | Берндт Карлссон       | 1935, 1936                               |
| 2      | Густав Свенссон       | 1933, 1934                               |
| 2      | Карл Лундбергер       | 1926, 1927                               |

| Год  | Победитель            | Второй                | Третий                 |
| ---- | --------------------- | --------------------- | ---------------------- |
| 2010 | Густав Ларссон        | Себастьян Бальк       | Фредрик Кессьякофф     |
| 2011 | Густав Ларссон        | Томас Лёфквист        | Александр Веттерхалль  |
| 2012 | Густав Ларссон        | Тобиас Людвигссон     | Александр Веттерхалль  |
| 2013 | Густав Ларссон        | Тобиас Людвигссон     | Томас Лёфквист         |
| 2014 | Alexander Gingsjö     | Александр Веттерхалль | Marcus Fåglum Karlsson |
| 2015 | Густав Ларссон        | Александр Веттерхалль | Joakim Åleheim         |
| 2016 | Александр Веттерхалль | Тобиас Людвигссон     | Густав Ларссон         |
| 2017 | Тобиас Людвигссон     | Александр Веттерхалль | Hampus Anderberg       |
| 2018 | Тобиас Людвигссон     | Staffan Arvidsson     | Hannes Bergström Frisk |
| 2019 | Тобиас Людвигссон     | Erik Bergström Frisk  | Hugo Forssell          |
| 2020 | Jacob Ahlsson         | Тобиас Людвигссон     | Hugo Forssell          |
| 2021 | Hugo Forssell         | Jacob Ahlsson         | Тобиас Людвигссон      |
| 2022 | Jacob Ahlsson         | Edvin Lovidius        | Тобиас Людвигссон      |
| 2023 | Jacob Ahlsson         | Якоб Содерквист       | Hjalmar Klyver         |
| 2024 | Якоб Содерквист       | Тобиас Людвигссон     | Jacob Ahlsson          |
| 2025 | Якоб Содерквист       | Jonathan Ahlsson      | Hugo Forssell          |

#### Женщины
| Победы | Гонщик                   | Года                                           |
| ------ | ------------------------ | ---------------------------------------------- |
| 8      | Кристина Восвельд        | 1985, 1986, 1987, 1988, 1989, 1990, 1992, 1993 |
| 8      | Эмма Юханссон            | 2005, 2007, 2008, 2012, 2013, 2014, 2015, 2016 |
| 7      | Дженни Алгелид-Бенгтссон | 1992, 1996, 1997, 1998, 1999, 2000, 2002       |
| 5      | Лиза Норден              | 2017, 2018, 2019, 2020, 2024                   |
| 4      | Сюзанн Юнгског           | 1994, 2003, 2004, 2006                         |
| 4      | Тууликки Яре             | 1976, 1977, 1979, 1980                         |
| 3      | Эмилия Фахлин            | 2009, 2010, 2011                               |
| 2      | Мари Хёльер              | 1984, 1991                                     |
| 2      | Натали Эклунд            | 2021, 2022                                     |
| 2      | Элизабет Хёглунд         | 1971, 1972                                     |
| 2      | Анна-Карин Йоханссон     | 1974, 1978                                     |
| 2      | Мария Йонссон            | 1981, 1982                                     |
| 2      | Марья-Лена Хухтиниеми    | 1973, 1975                                     |

| Год  | Победитель     | Второй         | Третий         |
| ---- | -------------- | -------------- | -------------- |
| 2010 | Эмилия Фахлин  | Эмма Юханссон  | Сара Мустонен  |
| 2011 | Эмилия Фахлин  | Эмма Юханссон  | Сара Мустонен  |
| 2012 | Эмма Юханссон  | Malin Rydlund  | Эмилия Фахлин  |
| 2013 | Эмма Юханссон  | Лиза Норден    | Malin Rydlund  |
| 2014 | Эмма Юханссон  | Eva Nyström    | Malin Rydlund  |
| 2015 | Эмма Юханссон  | Сара Мустонен  | Анна Нильссон  |
| 2016 | Эмма Юханссон  | Эмилия Фахлин  | Aasa Lundström |
| 2017 | Лиза Норден    | Aasa Lundström | Анна Нильссон  |
| 2018 | Лиза Норден    | Эмилия Фахлин  | Frida Knutsson |
| 2019 | Лиза Норден    | Натали Эклунд  | Анна Нильссон  |
| 2020 | Лиза Норден    | Натали Эклунд  | Эмилия Фахлин  |
| 2021 | Натали Эклунд  | Ebba Granqvist | Анна Нильссон  |
| 2022 | Натали Эклунд  | Юлия Боргстрём | Malin Alzen    |
| 2023 | Йенни Риссведс | Натали Эклунд  | Эмилия Фахлин  |
| 2024 | Лиза Норден    | Ebba Granqvist | Стина Кагеви   |
| 2025 | Стина Кагеви   | Ella Wahlström | Юлия Боргстрём |